# Лонтри (Вајоминг)
Лонтри (енгл. Lonetree) насељено је место без административног статуса у америчкој савезној држави Вајоминг.

## Демографија
По попису из 2010. године број становника је 49, што је 12 (-19,7%) становника мање него 2000. године.
| Група             | 2000.       | 2010.       |
| Белци             | 61 (100,0%) | 49 (100,0%) |
| Афроамериканци    | 0 (0,0%)    | 0 (0,0%)    |
| Азијати           | 0 (0,0%)    | 0 (0,0%)    |
| Хиспаноамериканци | 0 (0,0%)    | 0 (0,0%)    |
| Укупно            | 61          | 49          |